# Первые маги воздуха
«Первые маги воздуха» (англ. Original Airbenders) — седьмой эпизод третьего сезона американского мультсериала «Легенда о Корре».

## Сюжет
Обучение новых магов воздуха проходит неладно. Прибывают Пема, Кая, Мило, Икки и ещё одна группа новичков. Тензину рассказывают о нападении Захира, который забрал медальон гуру Лахимы. Затем по радиосвязи Корра сообщает, что скоро к ним прибудет Опал, и даёт Тензину совет попросить помощи Буми в обучении новых магов воздуха. Джинора и Кай летят к дикому стаду бизонов, и мальчик гладит малышей, но на него нападают родители. Его успевает спасти Джинора, и он благодарит её, считая, что она должна быть учителем. Тензин спрашивает совета у брата, и тот говорит держать всё в железной руке. Наутро Тензин будит всех в рань и ведёт на пробежку. После они медитируют, а потом Тензин сурово ведёт себя на тренировке. Он бреет одного монаха и отправляет новобранцев на жёсткую полосу препятствий. В её конце Буми срывается и уходит. Маги воздуха устали, и Тензин просит дочь о помощи, но она тогда хочет сделать татуировку стрелы, как у учителей. Отец не разрешает, и они ссорятся.
Кай приходит поддержать Джинору и снова ведёт её на лужайку, но на ней нет ни духов, ни бизонов. Детей ловят браконьеры, не желающие, чтобы они рассказали своим людям о их делах. Жена Тензина, Пема, даёт мужу совет быть терпеливее, и он идёт мириться с Буми, но брат не слушает его. От новичков Тензин узнаёт, что Джинора и Кай улетели, и отправляется их искать. Охотники рассказывают, что ловят бизонов и продают их в Ба-Синг-Се на мясо. Джинора связывается с одним духом и просит передать послание в храм. Тот прилетает к Буми и Бу-мла, и дядя Джиноры собирает магов воздуха для спасения. Они находят лагерь браконьеров, а Каю удаётся выбраться из клетки. Вместе они одолевают бандитов, но машина с запертыми животными и Джинорой уезжает. Тензин, летящий на зубре, замечает их, и стадо бизонов останавливает машину. Вечером Тензин мирится с братом и дочкой, обещая последней подумать насчёт её татуировки.

## Отзывы

Динамика оценок IGN к эпизодам 3 сезона мультсериала

Макс Николсон из IGN поставил серии оценку 8,3 из 10 и написал, что «как и „Приманка“ из Книги Второй, „Первые маги воздуха“ был ещё одним эпизодом, в котором в основном не было Корры». Рецензент отметил, что серия «была наполнена большим количеством юмора и содержала сюжетную линию, напоминающую „Аватара: Легенду об Аанге“, в частности „Неприятную работу“».
Оливер Сава из The A.V. Club дал эпизоду оценку «A-» и посчитал, что «Тензин неплохой учитель, когда дело касается индивидуального обучения, но он не подготовился к трудностям работы с группой». Майкл Маммано из Den of Geek вручил серии 3 звезды из 5 и написал, что «на этой неделе мы не видели банду Захира», но подчеркнул, что «это нормально», ожидая их появление в следующем эпизоде.
Главный редактор The Filtered Lens, Мэтт Доэрти, поставил серии оценку «A-» и подчеркнул, что «финальная погоня с небесными бизонами и грузовиком была отличной». Мордикай Кнод из Tor.com отметил, что «последние два эпизода были о „семье“». Мэтт Пэтчес из ScreenCrush написал, что обещание Тензина подумать насчёт татуировок Джиноры — «это огромный шаг».
Эпизод собрал 1,33 миллиона зрителей у телеэкранов США.